# Солітонна модель
Солітонна модель — модель біологічного нейрону, що намагається пояснити проходження сигналів в ньому. Модель стверджує, що сигнали поширюються по клітинній мембрані у вигляді солітонів. Ця модель кидає виклик загальновідомій моделі Ходжкіна-Хакслі. Модель Ходжкіна-Хакслі стверджує що сигнали в нейронах поширюються у вигляді потенціалів дії.

## Історія
Солітонна модель була розроблена в 2005 році Томасом Геймбургом і Анрю Д. Джексоном в інституті Нільса Бора, Університет Копенгагену. Геймбург очолював групу мембранної біофізики інституту. Усі перші публікації соліттоної моделі вийшли з його групи.

## Підтвердження
Модель базується на тому, що клітинна мембрана завжди має точку замерзання (температура нижче якої консистенція мембрани змінюється з рідинної на гелеподібну) є лише трохи нижчою від температури тіла. Це дозволяє солітонам поширюватись. Багато десятиліть було відомо, що при поширенні потенціалу дії по мембрані нейрону призводить до незначного збільшення температури, що слідує за незначним зниженням[джерело?]. Зниження температури не пояснюється моделлю Годжкіна-Гакслі (протікання електричного струму через резистор завжди призводить до вивільнення тепла). Рух солітоній відбувається без втрат енергії таким шляхом, тому температурний профіль, що спостерігається при міграції збудження по мембрані збігається із солітонною моделлю. Крім того, було помічено, що міграція сигналу по нейрону призводить до незначного локального потовщення мембрани. Цей ефект не пояснюється моделлю Ходжкіна-Хакслі, але збігається із солітонною моделлю.
Факт того, що спостерігається зміна електричного заряду на мембрані під час поширення потенціалу дії по нейрону. Солітонна модель пояснює це явище так: мігруючий солітон локально змінює густину і товщину мембрани, оскільки мембрана містить багато заряджених і полярних речовин, то це призводить до виникнення електричних ефектів на зразок п'єзоелектрики.

## Критика
Не зважаючи на те, що солітонна модель є доволі простою і пояснює деякі аспекти потенціалу дії, що не пояснюються моделлю Ходжкіна-Хакслі, важко відкинути величезний масив фактів, що підтверджують теорію поширення потенціалу дії через мембранні канали, проникні для іонів.

## Застосування
Автори вважають, що їх модель пояснює попередньо приховану побічну дію багатьох анестетиків. Спостереження Меєра-Овертона говорить про те, що сила дії більшості анестетиків пропорційна їх розчинності у ліпідах. Це говорить про те, що анестетики діють не шляхом зв'язування з мембранними білками, такими як іонні канали, а шляхом розчинення у мембранних ліпідах і зміні властивостей клітинної мембрани. Розчинені в мембрані речовини знижують точку замерзання мембрани, що призводить до більшої різниці між температурою тіла і температурою замерзання мембрани. Це веде до інгібування поширення солітонів. Збільшуючи тиск, знижуючи pH, або знижуючи температуру, можна привести цю різницю до нормальної. Це дозволить знизити дію анестетиків: це й було підтверджено експериментальними даними. Тиск, необхідний для відміни дії анестетиків за даної розчинності в ліпідах може бути розрахований з солітонної моделі і узгоджується з експериментальними результатами.